# 小行星3352
小行星3352（3352 McAuliffe）是一颗围绕太阳公转的小行星。1981年2月6日，諾曼·G·托馬斯在可可尼诺县发现了此天体。
为纪念挑战者号航天飞机灾难，该小行星以挑战者号航天飞机STS-51-L任务的女性有效载荷专家克里斯塔·麦考利芙命名，而小行星3350、小行星3351、小行星3353、小行星3354、小行星3355、小行星3356也是为了同样的目的以该事故的其他死难者命名。
这颗小行星的绝对星等为15.89441174885235等。